# 愛がなければ
『愛がなければ』（あいがなければ）は、日本の歌手であるNoaが2015年10月14日にリリースしたカバー・アルバム。

## 概要
2015年8月28日に、自身初となるカバー・アルバム『愛がなければ』を10月14日にリリースすると発表した。プロデューサーにLGYankeesを迎え、ラブ・ソングをテーマにNoaが影響を受けた楽曲を自身の解釈でリメイクした。X JAPANの「Tears」のカバーは、邦楽メジャー・アーティストでは初となる。伊藤由奈の「Precious」でデュエットするannaはNoaの実の妹である。ボーナス・トラックには約2年ぶりとなる新曲「フェイク・ラブ feat. 0TU1」とその英語バージョンが収録された。
収録曲「Tears」はミュージック・ビデオも制作され、2015年9月21日にそのショート・バージョンがYouTubeで公開された。また、「Tears」はアルバムの発売に先駆けて2015年9月23日にレコチョクから先行配信された。2015年10月7日に「フェイク・ラブ feat. 0TU1 」がレコチョク、ドワンゴジェイピーにて先行配信、「Fake Love feat. 0TU1 」がドワンゴジェイピーにて先行配信された。
2015年10月24日に、越谷レイクタウンで『愛がなければ』の 発売記念イベントが開催され、タレントのカイヤがゲスト参加した。

## 収録曲
| #   | タイトル                                                | 作詞 | 作曲・編曲 | オリジナル          | 時間 |
| --- | ------------------------------------------------------- | ---- | ---------- | ------------------- | ---- |
| 1.  | 「Tears」                                               |      |            | X JAPAN             | 6:11 |
| 2.  | 「奏（かなで）」                                        |      |            | スキマスイッチ      | 5:29 |
| 3.  | 「恋におちて -Fall in love-」                           |      |            | 小林明子            | 5:24 |
| 4.  | 「いつのまに」                                          |      |            | DREAMS COME TRUE    | 3:28 |
| 5.  | 「PIECE OF MY WISH」                                    |      |            | 今井美樹            | 5:11 |
| 6.  | 「ぼくたちの失敗」                                      |      |            | 森田童子            | 3:27 |
| 7.  | 「世界が終るまでは…」                                   |      |            | WANDS               | 4:45 |
| 8.  | 「瞳をとじて」                                          |      |            | 平井堅              | 5:40 |
| 9.  | 「Precious feat. anna」                                 |      |            | 伊藤由奈            | 5:35 |
| 10. | 「フェイク・ラブ feat. 0TU1」(ボーナス・トラック)       |      |            | Noa                 | 4:59 |
| 11. | 「Suddenly Love Story (feat. Noa)」(ボーナス・トラック) |      |            | LGYankees feat. Noa | 3:25 |
| 12. | 「Fake Love feat. 0TU1」(ボーナス・トラック)            |      |            | Noa                 | 4:59 |

| #  | タイトル                                   | 作詞 | 作曲・編曲 |
| -- | ------------------------------------------ | ---- | ---------- |
| 1. | 「Tears (Music Clip)」                     |      |            |
| 2. | 「フェイク・ラブ feat. 0TU1 (Music Clip)」 |      |            |
| 3. | 「Tears (Making Clip)」                    |      |            |